# دين فيور
دين فيور (بالإنجليزية: Dean Fiore)‏ هو سائق سباق أسترالي، ولد في 1 ديسمبر 1983 في كالغورلي في أستراليا.

## معرض صور

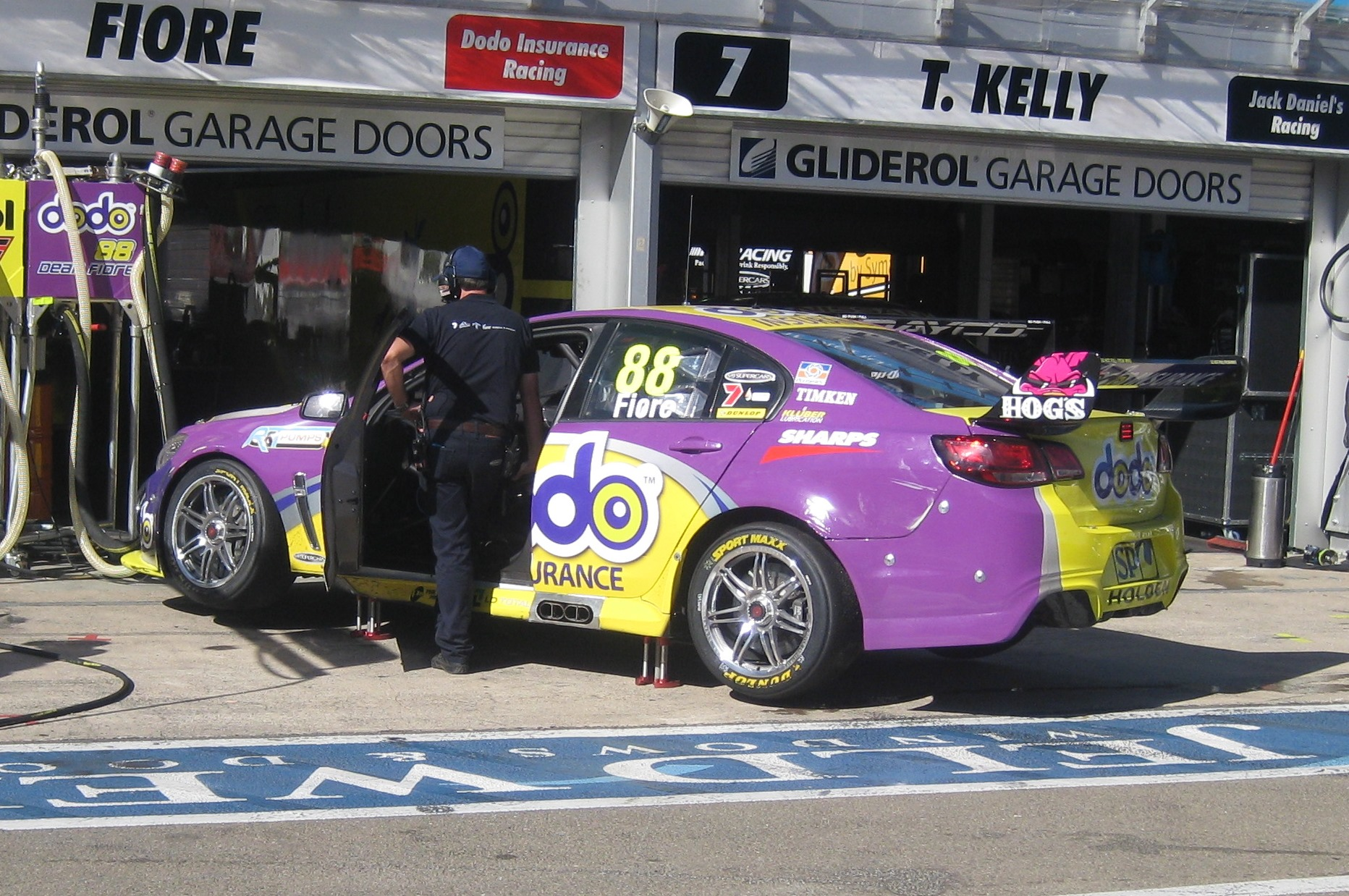
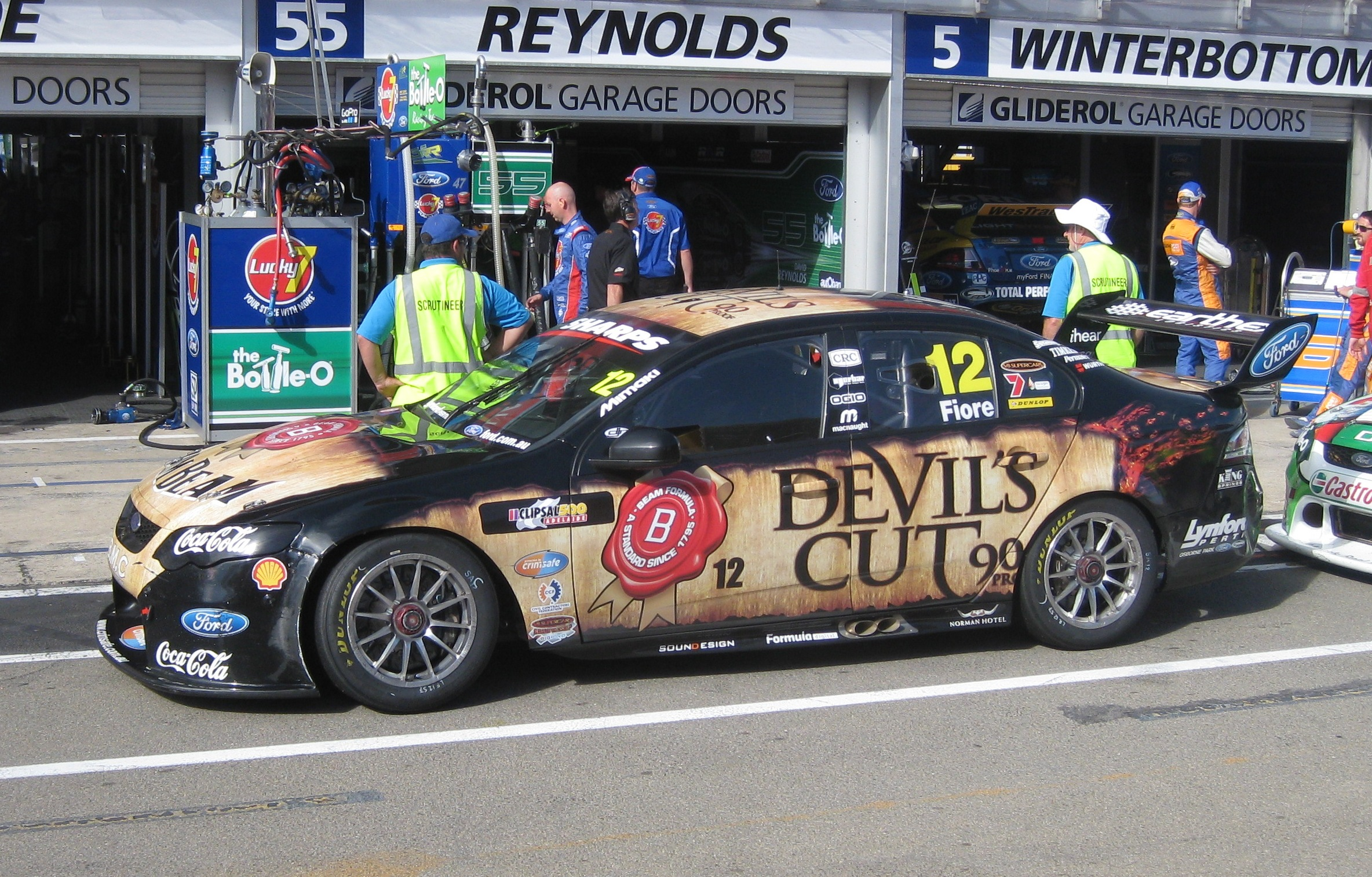
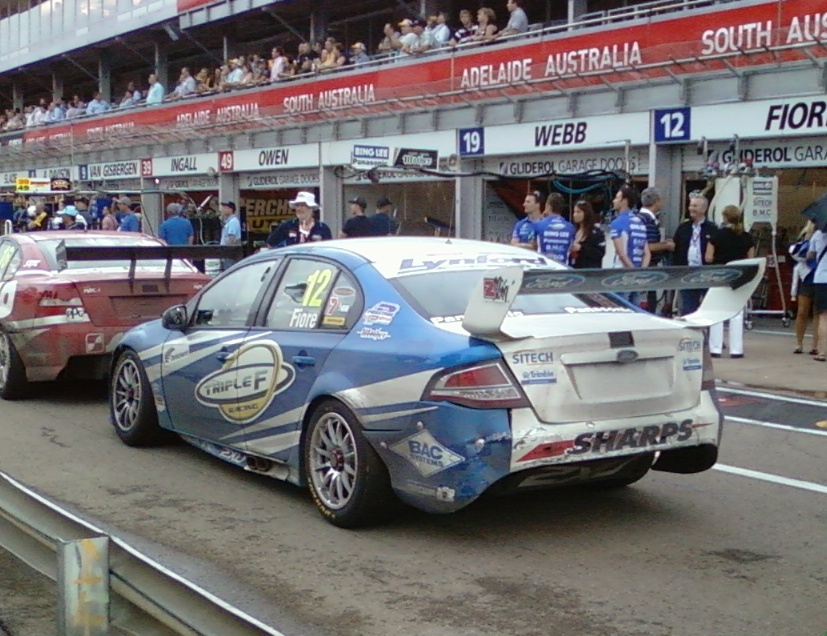